# 范龍跋
范龍跋（？—？），字不詳。南朝宋及林邑國第三王朝第三代國王范神成之長史。南朝宋孝武皇帝劉駿孝建二年（即公元455年），范神成曾派遣范龍跋出使南朝宋朝貢。